# Osmani García
Osmani García Gonzalez (Guanabacoa, 22 de mayo de 1981) es un rapero y cantante cubano de origen judío. Reconocido por sus éxitos incluso canciones que llegaron a primer lugar en Cuba, nominaciones para premios, tanto como varias controversias que ha tenido con las autoridades cubanas por sus canciones.

## Biografía
García participó en el Festival Nacional de Trova y con 29 años recibió varios premios ahí, comenzando entonces a cantar profesionalmente.
Fundó El Dúo de Cristal en 2001, quienes escribían sus propias canciones, combinando estilos clásicos cubanos con pop internacional. Hicieron tres giras en Cuba, donde llegaron al número uno y aparecieron en programas de televisión para la juventud con sus canciones tales como A moverse, Super 12, De mí, pa' ti y Mezcla. Fundó la academia de maquillaje Osmany, el rey.
Los éxitos incluían Mujer, quién eres tú, tanto como Mujer que se usaba en mensajes en la Televisión cubana promoviendo el Día Internacional de la Mujer y el Día de las Madres.
A principios de 2006 se juntó con el grupo Los Van Van y cantó en el Festival Internacional de Cali en Colombia, junto a Maelo Ruíz.
Ha aparecido en el escenario con Chucho Valdés, Los Van Van, Tata Güines, Charanga habanera, Gente de Zona, José Luis Cortes y NG La Banda, y Manolito Simonet. En 2008, García empezó a componer y producir su propio material bajo la dirección de DJ Conds. En este proyecto colaboró con el vocalista José "El Pillo", el guitarrista Armando Peláez y DJ y vocalista Roly Stereo.
En marzo de 2012 García llegó a Miami a hacer una gira en 14 ciudades en Estados Unidos.
En 2013, colaboró con Pitbull en una nueva versión del sencillo «El Taxi», junto a Dayami "La Musa" y el rapero Sensato.
En 2023, participó en el debut oficial de la cantante Mel Granda, el sencillo «After Party», en el cual también participó el jamaiquino Busy Signal. La canción alcanzó el primer puesto de la lista latina de iTunes en Estados Unidos, además de posicionarse en dos listas de Billboard: Latin Digital Song Sales en el puesto 7 y Dance/Electronic Digital Song Sales en el puesto 13.

### Controversia y prohibición deChupi Chupi
La canción de García, Chupi Chupi, una "oda descarada al sexo oral", fue denunciada como "degenerada" en noviembre de 2011 por el ministro de Cultura cubano Abel Prieto, y por el presidente del Instituto de Música Cubana Orland Vistelas. García hizo noticias cuando se atrevió a escribir de vuelta una carta quejándose ante el ministro.
La Dra. María Córdova, profesora de música y de arte, también criticó la canción en el diario del Partido Comunista Cubano, Granma en un artículo nombrado "'La vulgaridad en nuestra música: ¿una elección del 'pueblo cubano?"., argumentando que tales canciones fueran ofensivas por su machismo tanto como por:
"disminuir la relación sexual al nivel de aquella que se abordaría con una pobre prostituta… Se precisa también recordar a tales autores, que la vulgaridad NUNCA ha sido la esencia de la música cubana y los ejemplos sobran... No siempre que la música suena es arte, no necesariamente todo lo que suena musicalmente es válido desde el punto de vista artístico".
Unos días antes el estado cubano había criticado el reguetón en general.
El video de la canción fue nominado en varias categorías por los Premios Lucas (premios de videos de música cubana).

## Discografía

### Álbumes de estudio
- 2011 La Carraspera
- 2012 El aerosol
- 2014 Laringitis: Grandes Exitos desde el balcón
- 2017 Jarabe de jagüey
- 2020 Covid, dolor de garganta
- 2020 Resistiendo la carraspera (Live)
- 2022 Tosiendo pa Nicaragua: Balada del coyote